# Сингх, Хармик
Хармик Сингх (англ. Harmik Singh, 10 июня 1947, Гуджранвала, Британская Индия) — индийский хоккеист (хоккей на траве), полузащитник. Бронзовый призёр летних Олимпийских игр 1968 и 1972 годов.

## Биография
Хармик Сингх родился 10 июня 1947 года в индийском городе Гуджранвала (сейчас в Пакистане).
Играл в хоккей на траве за пограничные силы.
В 1966 году в составе сборной Индии завоевал золотую медаль хоккейного турнира летних Азиатских игр в Бангкоке.
В 1968 году вошёл в состав сборной Индии по хоккею на траве на Олимпийских играх в Мехико и завоевал бронзовую медаль. Играл на позиции полузащитника, провёл 8 матчей, мячей не забивал.
В 1970 году в составе сборной Индии завоевал серебряную медаль хоккейного турнира летних Азиатских игр в Бангкоке.
В 1972 году вошёл в состав сборной Индии по хоккею на траве на Олимпийских играх в Мюнхене и завоевал бронзовую медаль. Играл на позиции полузащитника, провёл 9 матчей, забил 4 мяча (по одному в ворота сборных Великобритании, Польши, Кении и Мексики).
В 1974 году в составе сборной Индии завоевал серебряную медаль хоккейного турнира летних Азиатских игр в Тегеране.
В 1997 году удостоен государственной спортивной премии «Арджуна».

## Семья
Младший брат Хармика Сингха Аджит Сингх (род. 1952) также играл за сборную Индии по хоккею на траве, в 1976 году участвовал в летних Олимпийских играх в Монреале.
Племянник Гаган Аджит Сингх (род. 1980) тоже выступал за сборную Индии, в 2000 и 2004 годах выступал на летних Олимпийских играх в Сиднее и Афинах.